# Kerkis
Kerkis eller Kerketeus (modern grekiska: Κέρκης, Kérkis; antik grekiska: Κερκετεύς, Kerketeús) är en utdöd vulkan som utgör den grekiska ön Samos centrala del. Dess högsta topp, kallad Viggla (Βίγλα) når 1 433 meter över havet, vilket gör det till det näst högsta berget i östra Egeiska havet, efter Fengari på Samothrake. Namnet betyder både i dess antika och moderna form ungefär "tillhör Kirke".
Bergets höga kalkinnehåll gör att dess färg är något vitaktig, speciellt synligt på flera utsatta klippor. Berget innehåller många växter och djur, av vilka vissa är utrotningshotade, och är så del av EU:s Natura 2000nätverk för skyddade platser. Det finns även flera små kloster på bergets sluttningar, såväl som ett antal grottor. Den 3 augusti 1989 havererade ett flygplan av typen Short 330 från Olympic Airlines in i berget på 1 210 meters höjd under dagtid, på grund av dimma. Alla på planet, tre i besättningen och 31 passagerare, dog.